# Campionato del mediterraneo di scherma 2019
Il Campionato del mediterraneo di scherma del 2019 ("2019 Mediterranean Fencing Championships") è stato organizzato dalla Confederazione europea di scherma e si è svolto a Cagliari, in Italia, dal 1 al 3 febbraio.
Nella categoria "juniores" del fioretto, si sono aggiudicati i titoli di campione e campionessa del mediterraneo l'italiano Gregorio Isolani, che ha battuto in finale il connazionale Luca Millo, e la francese Alicia Audibert che ha avuto la meglio sull'italiana Guia Di Russo. Nella categoria "cadetti" del fioretto hanno trionfato l'italiano Raian Adoul, che ha sconfitto in finale il croato Janko Leskovac, e l'italiana Alice Gambitta, che ha battuto all'ultimo incontro la connazionale Benedetta Pantanetti.
Nella spada il neo-campione e la neo campionessa "juniores" sono stati l'italiano Paolo Santoro, che ha battuto in finale l'algerino Mohammed Kraria, e l'italiana Anita Corradino, che ha superato l'iberica Martinez Vidal. Nella categoria "cadetti" hanno vinto l'italiano Simone Mencarelli, che ha battuto in finale il connazionale Enrico Piatti, e l'italiana Carola Maccagno	che ha sconfitto la connazionale Gaia Caforio.
Infine, nella competizione di sciabola della categoria "juniores", hanno trionfato l'italiano Edoardo Cantini, superando l'iberico Madrigal, e l'italiana Carlotta Fusetti che ha sconfitto la francese Toscane Tori. Nella sciabola "cadetti" hanno vinto il titolo mediterraneo, l'italiano Lorenzo Ottaviani, che ha sconfitto il connazionale Ciro Buenza, e l'italiana Emma Guarino	che ha battuto la connazionale Margherita Colonna.

## Podi

### U15

#### Uomini
| Specialità  | Oro              | Argento         | Bronzo                       |
| Individuali |                  |                 |                              |
| Fioretto    | Gregorio Isolani | Luca Millo      | Alzamer Pradel               |
| Spada       | Paolo Santoro    | Mohammed Kraria | Edoardo Manzo Diogo Onofre   |
| Sciabola    | Edoardo Cantini  | Madrigal        | Guyonnaud Salvatore Pugliese |

#### Donne
| Specialità  | Oro              | Argento        | Bronzo                             |
| Individuali |                  |                |                                    |
| Fioretto    | Alicia Audibert  | Guia Di Russo  | Irene Bertini Martin Cabell        |
| Spada       | Anita Corradino  | Martinez Vidal | Arianna Scollo Khrais Azibi        |
| Sciabola    | Carlotta Fusetti | Toscane Tori   | Naila Benchekor Amelia Giovannelli |

### Cadetti

#### Uomini
| Specialità  | Oro               | Argento        | Bronzo                          |
| Individuali |                   |                |                                 |
| Fioretto    | Raian Adoul       | Janko Leskovac | Matteo Panazzolo Garcia Miur    |
| Spada       | Simone Mencarelli | Enrico Piatti  | Dario Remondini Miguel Chuzon   |
| Sciabola    | Lorenzo Ottaviani | Ciro Buenza    | Pietro Di Gianvito Adham Moataz |

#### Donne
| Specialità  | Oro             | Argento              | Bronzo                           |
| Individuali |                 |                      |                                  |
| Fioretto    | Alice Gambitta  | Benedetta Pantanetti | Irene De Biasio Meriem Mebarki   |
| Spada       | Carola Maccagno | Gaia Caforio         | Margherita Baratta Zugasti       |
| Sciabola    | Emma Guarino    | Margherita Colonna   | Francesca Burli Chaima Benadouda |

## Medagliere
| Pos.   | Nazione    | Oro | Argento | Bronzo | Totale |
| ------ | ---------- | --- | ------- | ------ | ------ |
| 1      | Italia     | 11  | 7       | 11     | 29     |
| 2      | Francia    | 1   | 1       | 3      | 5      |
| 3      | Spagna     | 0   | 2       | 4      | 6      |
| 4      | Algeria    | 0   | 1       | 3      | 4      |
| 5      | Croazia    | 0   | 1       | 0      | 1      |
| 6      | Giordania  | 0   | 0       | 1      | 1      |
| 6      | Portogallo | 0   | 0       | 1      | 1      |
| 6      | Egitto     | 0   | 0       | 1      | 1      |
| Totale | Totale     | 12  | 12      | 24     | 48     |